# Råttgrund
Råttgrund är en ö i Vadsjöviken i Eckerö på Åland. Råttgrunds area är cirka 4 hektar. I vattnet kring Råttgrund finns många grynnor.